# Viola ignobilis
Viola ignobilis är en violväxtart som beskrevs av Franz Josef Ivanovich Ruprecht. Viola ignobilis ingår i släktet violer, och familjen violväxter. Inga underarter finns listade i Catalogue of Life.